# Ayça İhtiyaroğlu
Ayça Naz İhtiyaroğlu (Istanbul, 13 agosto 1984) è una pallavolista turca.
Gioca nel ruolo di libero nell'İdman Ocağı Spor Kulübü.

## Carriera
La carriera di Ayça İhtiyaroğlu 2001, tra le file dello Yeşilyurt. Nel 2005 fa il suo esordio in nazionale, partecipando prevalentemente a competizioni minori. Nel 2006 viene ingaggiata dal Galatasaray Spor Kulübü, per poi passare al Fenerbahçe Spor Kulübü al termine della stagione e ritornare allo Yeşilyurt nel 2008. La stagione successiva viene ingaggiata nuovamente dal Galatasaray Spor Kulübü, mentre nel 2010 va a giocare nel Makina Kimya Endüstrisi Ankaragücü Spor Kulübü.
Nella stagione 2011-12 viene ingaggiata dall'Ereğli Belediye Spor Kulübü, dove gioca per due annate, prima di passare al Beşiktaş Jimnastik Kulübü nella stagione 2013-14. Nel campionato 2015-16 passa al Nilüfer Belediye Spor Kulübü, mentre in quello seguente approda all'İdman Ocağı Spor Kulübü.